# Tuvalu
Tuvalu este o țară insulară în Polinezia, situat în partea central-vestică a Oceanului Pacific, la jumătatea distanței dintre Hawaii și Australia. Este format din patru insule coraliene și 5 atoli. După Vatican și Nauru este statul independent cu cei mai puțini locuitori și este cel de al patrulea stat ca suprafață după Vatican, Monaco și Nauru.

## Istorie
Insulele Ellice au fost descoperite de englezi în anul 1765. Împreună cu insulele vecine, Gillbert, ele au avut statutul de protectorat britanic începând din anul 1892, iar în anul 1916 au devenit colonie britanică. Insulele Gilbert și Ellice s-au desprins din cadrul coloniei britanice în anul 1975 și și-au căpătat independența în anul 1978.

## Politică

### Organizare administrativ-teritorială

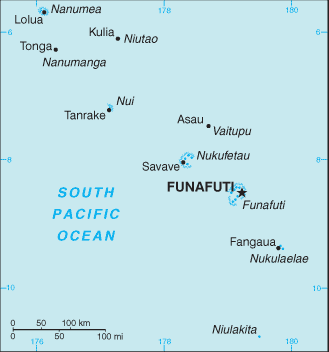
Insulele Tuvalului

Tuvalu este împărțit în nouă insule, șase dintre ele fiind atoli. Cele nouă insule corespund districtelor guvernamentale. Numele "Tuvalu" înseamnă în limba tuvaluană "Opt stau uniți". Insula Niulakita a fost nepopulată până în 1949.
| Atoli: - Funafuti - Nanumea - Nui - Nukufetau - Nukulaelae - Vaitupu | Insule: - Nanumaga - Niulakita - Niutao |

## Geografie
Insulele Tuvalu, cunoscute până în 1976 sub numele de Insulele Ellice, sunt alcătuite din 6 atoli și 3 insule recifale care se desfășoară pe 676 km într-un spațiu oceanic (ape teritoriale) de 1,3 mil. km². Altitudinea maximă din Tuvalu este de 4,6 metri pe insula Niulakita.

## Populația
Singura aglomerație urbană, din Tuvalu, este Fongafale. Structura etnică este dominată de tuvaluani (reprezentând  96,3% din totalul populației), metiși (1%) și micronezieni (1%).

## Turismul
Deocamdată, apare mai mult ca tendință, dat fiind îndepărtarea de principalele țări de emitență a potențialilor turiști și infrastructură limitată. În aceste condiții veniturile din turism sunt limitate (200-300 USD/an). 